# Ere di Riven
Quella che segue è la lista delle Ere visitate nel gioco di Riven.

## Riven ("5a Era")
| Creature:    | Ytram (rane), Wahrk (grossi pesci), Sunner, scarabei e altri animali, tra cui molte specie di pesci                                                                     |
| Geografia:   | Un tempo un'unica grande isola, all'epoca del gioco separata in un gruppo di cinque isole con colline rocciose, gole, tratti pianeggianti, altopiani e piccoli laghetti |
| Abitanti:    | Umani (Rivanesi) |
| Vegetazione: | Foreste tropicali, alti alberi, fiori, erba |
| Scritta da:  | Gehn |

Chiamata Quinta Era da Gehn, Riven fu probabilmente la migliore delle Ere di Gehn in quanto a dimensioni, tecnologia e stabilità. Purtuttavia, vari difetti erano presenti nella sua scrittura, come in tutte le ere di Gehn, e si trovava in uno stato di lento ma inesorabile declino. Atrus vi intrappolò Gehn per 33 anni, arrestando la sua sistematica distruzione delle Ere.
Da unica grande isola che era in principio, l'isola col tempo si divise in cinque parti. Gehn limitò a quattro di esse le possibilità di spostamento del suo personal, e solo una di queste agli abitanti autoctoni. Gehn utilizzò in principio dei ponti per connettere le isole, ma in seguito costruì un efficiente sistema di veicoli a levitazione magnetica. Pagina di Richard Watson (RAWA) che parla del sentiero orientale Gehn usava una delle isole per fabbricare i libri, su una costruì un tempio per farsi adorare dai Rivanesi e mise un generatore per dare energia all'Era, mentre sull'ultima, quella non accessibile se non a lui stesso, costruì una prigione. La prigione era una volta il Grande Albero che torreggiava sull'intera isola di Riven; Gehn lo tagliò, e costruì una prigione all'interno del suo tronco.
Gli abitanti di Riven si divisero in due fazioni: quelli che seguirono Gehn, e lo adorarono come divinità, e quelli che si ribellarono contro di lui. Atrus migliorò Riven, ma non fece che rallentarne il declino. Il collasso totale avvenne quando un misterioso amico di Atrus, lo Straniero, intrappolò Gehn e liberò Catherine. Dopo che tutta la popolazione fu spostata verso l'Era di Tay, lo Straniero aprì la Fenditura Stellare per chiamare Atrus, cosa che causò la fine definitiva di Riven.

### Isola del Tempio
Conosciuta anche come Isola della Cupola o Allatwan in Rivenese, è composta da due parti. Il punto di arrivo sull'isola si trova qui, e l'isola contiene anche il dispositivo che distribuisce l'energia alle cinque cupolette di collegamento di Gehn, l'apertura verso la Fenditura Stellare, e la Camera dello Scarabeo, con preghiere rivolte a Gehn. Sull'altra parte Gehn ha fatto costruire un tempio, nel quale egli fa arrivare ai Rivanesi immagini e voce di sé dall'altra Camera.

### Isola della Giungla
Conosciuta anche come Isola del Villaggio o semplicemente Riven, contiene l'unico villaggio sopravvissuto, dove è concentrata la maggior parte della popolazione rimanente di Riven. L'accesso alle altre isole era stato proibito da Gehn ai Rivanesi. L'isola contiene un piccolo laghetto con una piccola ferrovia sott'acqua, che connette il villaggio alla scuola e alle vasche con gli Wahrk dove Gehn puniva i Rivanesi infedeli dandoli in pasto ai grossi pesci. Molti degli alberi sono stati tagliati per essere convertiti in carta per i libri di Gehn sull'Isola del Bollitore. Questa è anche l'isola con i cinque occhi di legno, ognuno riproducente un diverso verso di animale di Riven. La costa è anche abitata da bizzarre creature acquatiche simili ad un incrocio tra una piccola balena, una foca e un pinguino.

### Isola del Bollitore
Conosciuta anche come Isola del Cratere o della Fabbrica dei Libri, vi si trova un grosso bollitore per preparare la carta per i libri, e il vecchio quartier generale di Gehn. L'isola è costituita da un vulcano dormiente con una grande lago al centro; in mezzo al lago si trova una pompa che, distribuendo la potenza dell'acqua ai vari meccanismi, ne permette il funzionamento. Uno di questi dispositivi è una piccola trappola che Gehn usava per catturare gli ytram, i cui liquidi corporali sono utilizzati per la fabbricazione di dardi avvelenati. Gli alberi tagliati dall'Isola della Giungla sono sistemati su un carrellino che li trasporta qui ad un meccanismo che li riduce in segatura, la quale viene poi messa nel bollitore per estrarre le fibre dal legno; infine, il tutto può essere pressato per fabbricare la carta.
Una cosa interessante è che le immagini ed il filmato della pressa in movimento sono stati eliminati nella versione definitiva del gioco, ma i file sono ancora presenti sul disco 1.

### Isola dell'Altopiano
Conosciuta anche come Mappa, Controllo, Guglia, Giardino o Isola della Matrice, è costituita da un vasto altopiano con una mappa in miniatura delle isole di Riven che Gehn usava per studiare il deterioramento dell'Era. Verosimilmente veniva utilizzata anche per scopi cerimoniali, essendo stata circondata da zanne di Wahrk.

### Isola Prigione
Una volta conteneva il Grande Albero di Riven; ora l'albero è stato tagliato da Gehn per ricavare la carta per i suoi libri. Nel suo tronco è stata costruita una prigione, dove Gehn tiene segregata Catherine. L'Isola Prigione è quella che più si è allontanata dalle altre, ed è raggiungibile esclusivamente attraverso un libro di collegamento dalla 233a Era di Gehn.

## 233a Era
| Creature:    | Nessuna conosciuta                                                  |
| Geografia:   | Terreno brullo, ottenuto abbassando il livello del mare circostante |
| Abitanti:    | Nessuno nativo                                                      |
| Vegetazione: | Nessuna conosciuta                                                  |
| Scritta da:  | Gehn                                                                |

Questa Era fu la prima Era relativamente stabile creata da Gehn, scritta mentre era intrappolato su Riven senza possibilità di uscita. I suoi precedenti tentativi erano tutti falliti a causa della sua scarsa padronanza dell'Arte o della mancanza di una sorgente di energia per i suoi libri. Chiamò questa la sua 233a Era, a volte definendola anche come suo Ufficio. Neanche questa, tuttavia, è completamente stabile.
Lo stesso Gehn doveva indossare dei vestiti protettivi ogni volta che si avventurava fuori del suo ufficio costruito in cima ad una montagna, a causa delle aspre condizioni esterne. Un grosso dispositivo simile ad un'antenna posto sopra il suo ufficio è in realtà utilizzata per raccogliere la poca acqua che cadeva dal cielo dell'Era in una cisterna collegata ad un lavandino nella piccola camera da letto di Gehn posta sotto il suo ufficio.
La 233a Era di Gehn è utilizzata come nodo di collegamento per le cinque isole dell'Era di Riven.

## 234a Era
La 234a Era di Gehn è solamente menzionata in uno dei suoi diari, come uno dei nuovi progetti a cui Gehn stava lavorando quando fu intrappolato dallo Straniero.

## Tay (Era dei Moiety)
| Creature:    | Grossi uccelli                                             |
| Geografia:   | Un lago, circondato da montagne                            |
| Abitanti:    | Moiety                                                     |
| Vegetazione: | Un grosso albero in mezzo al lago; nessun'altra conosciuta |
| Scritta da:  | Kartin                                                     |

Basandosi su un'Era di Gehn poi scartata, Catherine riuscì a creare un'Era stabile. Originalmente utilizzata semplicemente come nascondiglio per i Rivanesi membri della ribellione Moiety, Tay in seguito divenne rifugio dell'intera popolazione di Riven, il cui mondo era destinato alla distruzione. Le abitazioni erano poste in una gigantesca costruzione sferica posta in cima ad un enorme albero, che doveva assomigliare il Grande Albero di Riven all'epoca in cui era ancora in piedi.
Alla fine di Myst IV Atrus dice che Catherine avrebbe portato Yeesha su Tay per un po', indicando che Catherine era ancora in contatto con la vecchia popolazione di Riven.

## D'ni
| Scritta da: | Ri'neref |

D'ni, o per meglio dire, l'isola di K'veer all'interno delle caverne D'ni, è il punto di partenza dell'avventura di Riven. K'veer era la casa del nobile D'ni Veovis prima della caduta della città, ed era il posto in cui viveva lo stesso Gehn. Vi era custodito, in una cripta segreta, il libro di Riven. Atrus è continuamente intento a scrivere piccole modifiche al lavoro di suo padre, cercando di impedire il collasso definitivo dell'Era di Riven.